# Diazóniumvegyületek

Benzoldiazónium kation

A diazóniumvegyületek vagy diazóniumsók olyan szerves vegyületek, melyekben [R−N+2]X– funkciós csoport található, ahol R alkil- vagy arilcsoport, X pedig szerves vagy szervetlen anion, például halogenid. A diazóniumsók – különösen, amelyekben R aromás csoport – az azoszínezékek előállításának fontos köztitermékei.

## Előállításuk
A diazóniumsók előállítását „diazotálásnak” nevezzük, e reakcióról elsőként Peter Griess számolt be 1858-ban, és később ezen új vegyületcsalád több reakcióját is felfedezte. A diazóniumsók előállításának legfontosabb módszere aromás aminok salétromossavval és másik savval történő reagáltatása. A salétromossavat többnyire in situ (ugyanabban a lombikban) állítják elő nátrium-nitrit és ásványi sav (általában HCl, H2SO4 vagy HBF4) feleslegének reakciójával:
ArNH2  +  HNO2  +  H+   →   ArN+2 +  2H2O

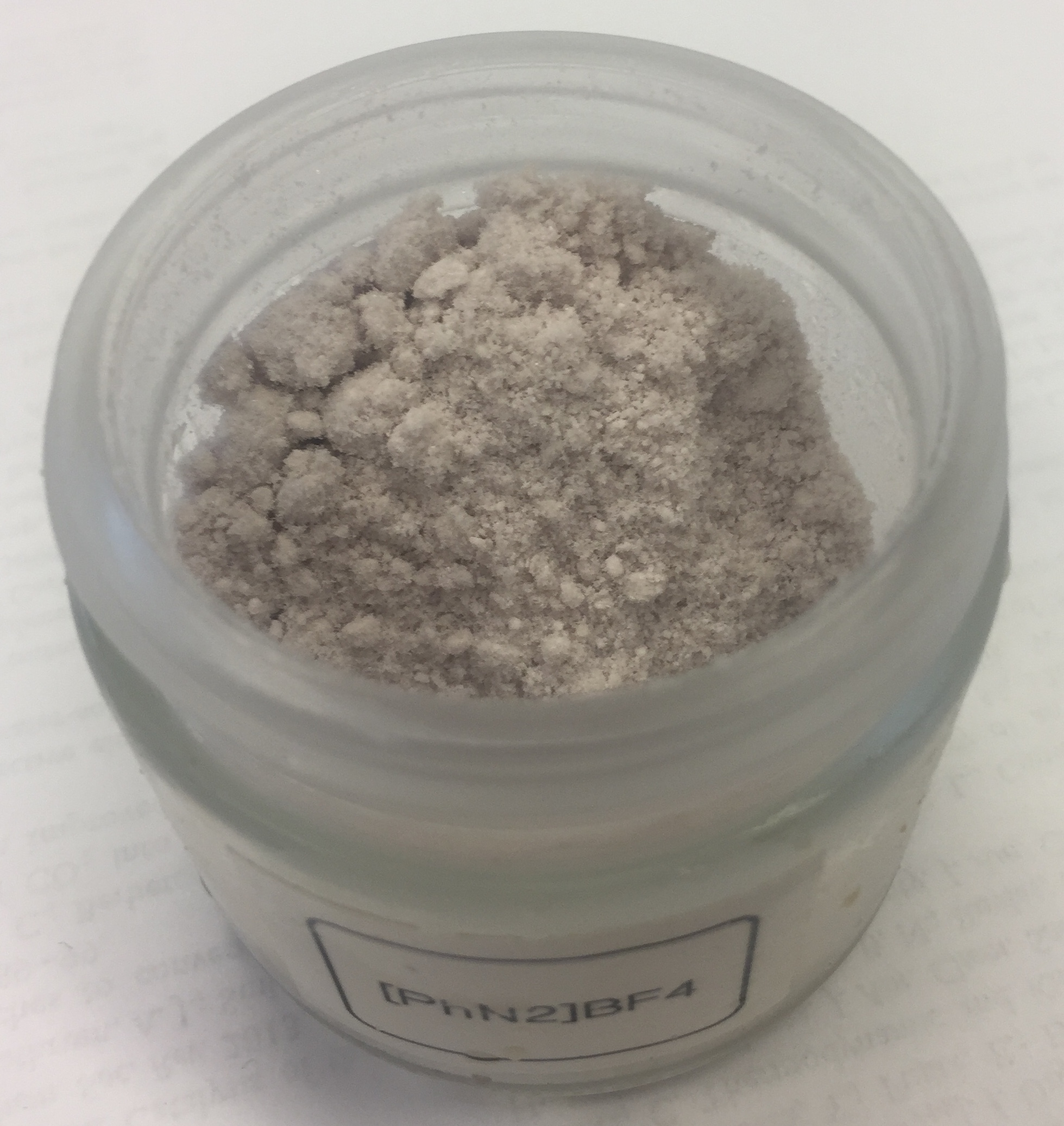
Fenildiazónium-tetrafluoroborát

Vizes oldatban a hagyományosan anilinből előállított diazónium-klorid sók +5 °C felett instabilak, azonban a diazóniumvegyületeket tetrafluoroborát vagy tozilát só formájában izolálni lehet, ezek szobahőmérsékleten is stabil szilárd anyagok. Általában előnyös, ha a diazóniumsó oldatban marad, de az oldat hajlamos a túltelítődésre. A kezelőszemélyzet több tagja is meghalt vagy megsérült egy balesetben, melyet a váratlanul kikristályosodó só robbanása okozott.
Ezen veszélyek miatt a diazóniumvegyületeket általában nem izolálják, előállításuk után további reakcióban azonnal felhasználják őket. Erre az eljárásra példa az alábbi arilszulfonil vegyület előállítása:

## Azokapcsolás
A legelterjedtebben használt reakció az azokapcsolás. Ebben a folyamatban a diazóniumsó egy elektronban gazdag szubsztráttal reagál. Ha a reakciópartner aromás vegyület, például anilin- vagy fenolszármazék, akkor a reakció mechanizmusa aromás elektrofil szubsztitúció:
ArN+2 + Ar′H → ArN2Ar′ + H+
A kapcsolási reakciók másik kereskedelmileg fontos reagensei az acetecetamidok, ezt illusztrálja a Pigment Yellow 12 nevű diarilid színezék előállítása.
A kapott azovegyületek gyakran hasznos színezékek, ezek az úgynevezett azoszínezékek. Mély színük a kiterjedt konjugációt tükrözik. Például az úgynevezett anilinsárga festéket anilin és hideg diazóniumsó oldatának összekeverésével, majd erőteljes rázásával állítják elő. Az anilinsárga sárga szilárd anyagként válik ki. Hasonlóképpen a naftalin-2-ol (Β-naftol) hideg lúgos oldatával intenzív narancsvörös csapadék keletkezik. A metilnarancs olyan azofesték, amelyet a laboratóriumban pH indikátorként alkalmaznak.

## A N2csoport helyettesítése
Az aromás diazónium kationok több olyan reakcióban is részt vesznek, amelyben a N2 csoport helyébe más csoport vagy ion lép. Ezek közül néhány jelentősebbet alább ismertetünk.

### Helyettesítés halogénnel

#### Sandmeyer-reakció
A benzoldiazónium-klorid HCl-ben, illetve HBr-ben oldott réz(I)-kloriddal, illetve réz(I)-bromiddal melegítve klórbenzolt, illetve brómbenzolt eredményez.
C6H5N+2 + CuCl → C6H5Cl + N2 + Cu+

#### Gatterman-reakció
A Gatterman-reakció során a benzoldiazónium-kloridot rézporral és HCl-lel vagy HBr-rel melegítve klórbenzol, illetve brómbenzol keletkezik. A reakciót Ludwig Gattermann német kémikusról nevezték el.
C6H5N+2 + Cu → C6H5X + N2 + Cu+

#### Jodidra cserélés
A benzolgyűrűre jódot nehéz közvetlenül bevinni, aromás diazónium kationok kálium-jodiddal történő kezelésével azonban ez kivitelezhető:
C6H5N+2 + KI → C6H5I + K+ + N2

#### Fluoridra cserélés
A fluorbenzolt benzoldiazónium-fluoroborát hőbontásával állítják elő, ez az úgynevezett Schiemann-reakció.
[C6H5N+2]BF−4 → C6H5F + BF3 + N2

### További cserereakciók

#### Hidrogénre cserélés
Az aromás diazónium kationok hipofoszforossavval vagy nátrium-sztannittal redukálva benzolt adnak:
[C6H5N+2]Cl− + H3PO2 + H2O → C6H6 + N2 + H3PO3 + HCl

#### Hidroxilcsoportra cserélés
Az arildiazóniumsók vizes oldatának 100 °C-ra melegítésével fenolok állíthatók elő.
C6H5N+2 + H2O → C6H5OH + N2 + H+
Ezt a reakciót elfőzésnek is nevezik. A képződő fenol reagálhat a diazóniumsóval, ezért a reakciót sav jelenlétében végzik, amely segít visszaszorítani ezt a további reakciót.

#### Nitrocsoport bevitele
Benzoldiazónium-fluoroborát nátrium-nitrites kezelésével réz jelenlétében nitrobenzol nyerhető. Alternatív megoldásként az anilin diazotálását réz(I)-oxid jelenlétében végezve in situ keletkezik réz(I)-nitrit:
C6H5N+2 + CuNO2 → C6H5NO2 + N2 + Cu+

#### Cianocsoport bevitele
Halogénezett aromás vegyületekbe nukleofil szubsztitúcióval a cianocsoport általában nem vihető be, de az ilyen vegyületek könnyen előállíthatók diazóniumsókból. Ilyen például a benzonitril előállítása réz(I)-cianid reagenssel:
C6H5N+2 + CuCN → C6H5CN + Cu+ + N2
Ez a reakció a Sandmeyer-reakció egyik speciális változata.

#### Tiolcsoport bevitele
A diazóniumsók két lépésben tiolokká alakíthatóak. Benzoldiazónium-klorid kálium-etilxantátos kezelésével, majd az így kapott xantát észter köztitermék hidrolízisével tiofenol keletkezik:
C6H5N+2 + C2H5OCS−2 → C6H5SC(S)OC2H5
C6H5SC(S)OC2H5 + H2O → C6H5SH + HOC(S)OC2H5

#### Arilcsoport bevitele
Arilcsoportokat is össze lehet kapcsolni az arildiazónium sók felhasználásával. A benzoldiazónim-kloridot nátrium-hidroxid jelenlétében benzollal (egy aromás vegyülettel) reagáltatva például bifenil keletkezik:
[C6H5N+2]Cl− + C6H6 → C6H5−C6H5 + N2 + HCl
Ez a reakció Gomberg–Bachmann reakció néven ismert. Hasonló átalakítás érhető el benzoldiazónium-klorid etanollal és rézporral történő kezelésével.

#### Karboxilcsoport bevitele
A diazónium-fluoroborátok alifás karbonsavval reagálva a megfelelő benzoesavat eredményezik. Ezzel a reakcióval alifás karbonsavakból lehet aromás karbonsavat előállítani:[forrás?]
[C6H5N+2]BF−4 + RCO2H → C6H5CO2H + BF3 + N2 + RF

## Meerwein-reakció
A benzoldiazónium-klorid aktivált kettős kötéseket tartalmazó vegyületekkel fenilezett termékeket ad. A reakció az úgynevezett Meerwein-reakció vagy Meerwein-arilezés:
[C6H5N+2]Cl− + ArCH=CHCO2H → ArC=C−C6H5 + N2 + CO2 + HCl

## Fémkomplexek
A fémkomplexekkel végbemenő reakciókban a diazónium kationok a NO+-hoz hasonlóan viselkednek. Az alacsony oxidációs állapotú fémkomplexek például a diazónium sókkal addíciós reakcióba lépnek. Jellemző komplexek a [Fe(CO)2(PPh3)2(N2Ph)]+ és a királis fémcentrumú Fe(CO)(NO)(PPh3)(N2Ph).

## Hidrazincsoporttá történő redukció
A diazóniumsók ón(II)-kloriddal (SnCl2) a megfelelő hidrazinszármazékká redukálhatóak. Ez a reakció különösen a triptán vegyületek és az indometacin Fischer-féle indolszintézisében előnyös. Redukálószerként az ón(II)-klorid helyett előnyösebben nátrium-ditionit is használható, ez részben olcsóbb, és környezetvédelmi szempontból is kedvezőbb.

## Biztonságtechnika
A szilárd diazónium-halogenidek többnyire rendkívül robbanásveszélyesek, sérüléssel és halállal járó balesetek is történtek már.
Az anion tulajdonságai befolyásolják a só stabilitását. Aril-diazónium-perklorátokat, például a nitrobenzoldiazónium-perklorátot robbanószerek iniciátoraként alkalmazzák.

## Fordítás
- Ez a szócikk részben vagy egészben  a   Diazonium compound című angol Wikipédia-szócikk ezen változatának fordításán alapul.  Az eredeti cikk szerkesztőit annak laptörténete sorolja fel. Ez a jelzés csupán a megfogalmazás eredetét és a szerzői jogokat jelzi, nem szolgál a cikkben szereplő információk forrásmegjelöléseként.